# Сефід-Шабан
Сефід-Шабан (перс. سفيدشبان) — село в Ірані, у дегестані Куг-Панаг, в Центральному бахші, шагрестані Тафреш остану Марказі. За даними перепису 2006 року, його населення становило 142 особи, що проживали у складі 36 сімей.

## Клімат
Середня річна температура становить 9,42°C, середня максимальна – 27,40°C, а середня мінімальна – -11,54°C. Середня річна кількість опадів – 234 мм.
| Клімат поселення                              | Клімат поселення | Клімат поселення | Клімат поселення | Клімат поселення | Клімат поселення | Клімат поселення | Клімат поселення | Клімат поселення | Клімат поселення | Клімат поселення | Клімат поселення | Клімат поселення | Клімат поселення |
| Показник                                      | Січ.             | Лют.             | Бер.             | Квіт.            | Трав.            | Черв.            | Лип.             | Серп.            | Вер.             | Жовт.            | Лист.            | Груд.            |                  |
| Середній максимум, °C                         | 3,48             | 5,26             | 8,34             | 15,33            | 20,64            | 26,04            | 27,40            | 27,16            | 22,73            | 16,64            | 10,36            | 4,96             |                  |
| Середня температура, °C                       | −4,04            | −2,24            | 0,82             | 7,81             | 13,13            | 18,54            | 22,34            | 22,12            | 17,68            | 11,59            | 5,32             | −0,09            |                  |
| Середній мінімум, °C                          | −11,54           | −9,78            | −6,69            | 0,30             | 5,62             | 11,03            | 17,32            | 17,07            | 12,65            | 6,55             | 0,28             | −5,14            |                  |
| Норма опадів, мм                              | 30               | 33               | 45               | 35               | 31               | 5                | 2                | 1                | 0                | 8                | 18               | 26               |                  |
| Середньомісячна швидкість вітру, м/с          | 1.10             | 2.10             | 2.56             | 2.57             | 2.23             | 2.08             | 1.96             | 1.97             | 1.86             | 1.79             | 1.59             | 1.21             |                  |
| Середньомісячна сонячна радіація, кДж/м²·день | 9331             | 12231            | 14876            | 18336            | 22273            | 26768            | 26055            | 24010            | 21014            | 15517            | 11114            | 9083             |                  |
| --------------------------------------------- | ---------------- | ---------------- | ---------------- | ---------------- | ---------------- | ---------------- | ---------------- | ---------------- | ---------------- | ---------------- | ---------------- | ---------------- | ---------------- |
| Джерело:                                      |                  |                  |                  |                  |                  |                  |                  |                  |                  |                  |                  |                  |                  |